# Ilia Koutepov
Pour les articles homonymes, voir Koutepov.
Ilia Olegovitch Koutepov (en russe : Илья Олегович Кутепов), né le 29 juillet 1993 à Stavropol en Russie, est un footballeur international russe, qui évolue au poste de défenseur au Veles Moscou.

## Biographie

### Carrière en club
Ilia Koutepov est issu de l'Akademia Iouri Konoplyov. Entre 2010 et 2012, il joue en troisième division à l'Akademia Togliatti, où il dispute 24 rencontres.
En juillet 2012, il rejoint le Spartak Moscou, mais entre 2012 et 2016, il joue pour l'équipe réserve du Spartak où il joue 66 rencontres pour 6 buts inscrits. Le 10 décembre 2012, il fait ses débuts en Premier-Liga contre le Rubin Kazan. 
Trois ans plus tard, le 1er novembre 2015, il dispute son deuxième match en Premier-Liga contre l'Oural Iekaterinbourg. À la fin de la saison, il signe son premier contrat professionnel, et jusqu'en 2020. 
Avec le club du Spartak Moscou, Ilia Koutepov dispute deux matchs en Ligue Europa.

### Carrière internationale
Ilia Koutepov joue dans toutes les sélections nationales de jeunes, des moins de 17 ans jusqu'aux espoirs.
Ilia Koutepov compte trois sélections avec l'équipe de Russie depuis 2016,.
Il est convoqué par le nouveau sélectionneur Stanislav Tchertchessov en août 2016, pour des matchs amicaux contre la Turquie et le Ghana, mais n'entre pas en jeu.
Le 9 octobre 2016, il honore sa première sélection contre le Costa Rica lors d'un match amical. Le match se solde par une défaite 4-3 des Russes.

## Statistiques
| Saison                | Club                  | Championnat           | Championnat | Championnat | Coupe(s) nationale(s) | Coupe(s) nationale(s) | Compétition(s) continentale(s) | Compétition(s) continentale(s) | Compétition(s) continentale(s) | Russie | Russie | Total | Total |
| Saison                | Club                  | Division              | M.          | B.          | M.                    | B.                    | Comp.                          | M.                             | B.                             | M.     | B.     | M.    | B.    |
| 2010                  | Akademia Togliatti    | D3                    | 7           | 0           | -                     | -                     | -                              | -                              | -                              | -      | -      | 7     | 0     |
| 2011-2012             | Akademia Togliatti    | D3                    | 17          | 0           | -                     | -                     | -                              | -                              | -                              | -      | -      | 17    | 0     |
| Sous-total            | Sous-total            | Sous-total            | 24          | 0           | -                     | -                     | -                              | -                              | -                              | -      | -      | 24    | 0     |
| 2012-2013             | Spartak Moscou        | D1                    | 1           | 0           | -                     | -                     | -                              | -                              | -                              | -      | -      | 1     | 0     |
| 2013-2014             | Spartak Moscou        | D1                    | -           | -           | -                     | -                     | -                              | -                              | -                              | -      | -      | 0     | 0     |
| 2014-2015             | Spartak Moscou        | D1                    | -           | -           | 1                     | 0                     | -                              | -                              | -                              | -      | -      | 1     | 0     |
| 2015-2016             | Spartak Moscou        | D1                    | 10          | 0           | -                     | -                     | -                              | -                              | -                              | -      | -      | 10    | 0     |
| 2016-2017             | Spartak Moscou        | D1                    | 24          | 0           | -                     | -                     | C3                             | 2                              | 0                              | 4      | 0      | 30    | 0     |
| 2017-2018             | Spartak Moscou        | D1                    | 18          | 1           | 3                     | 1                     | C1+C3                          | 3+2                            | 0                              | 8      | 0      | 34    | 2     |
| 2018-2019             | Spartak Moscou        | D1                    | 9           | 0           | 2                     | 0                     | C3                             | 3                              | 0                              | -      | -      | 14    | 0     |
| 2019-2020             | Spartak Moscou        | D1                    | 11          | 0           | 2                     | 0                     | -                              | -                              | -                              | -      | -      | 13    | 0     |
| 2020-2021             | Spartak Moscou        | D1                    | 16          | 0           | 2                     | 0                     | -                              | -                              | -                              | 1      | 0      | 19    | 0     |
| 2021-2022             | Spartak Moscou        | D1                    | 4           | 0           | -                     | -                     | C3                             | 1                              | 0                              | -      | -      | 5     | 0     |
| Sous-total            | Sous-total            | Sous-total            | 93          | 1           | 10                    | 1                     | -                              | 11                             | 0                              | 13     | 0      | 127   | 2     |
| Total sur la carrière | Total sur la carrière | Total sur la carrière | 117         | 1           | 10                    | 1                     | -                              | 11                             | 0                              | 13     | 0      | 151   | 2     |

## Palmarès
Spartak Moscou
- Champion de Russie en 2017.